# Westerried nördlich Wertingen
Westerried nördlich Wertingen este o arie protejată (arie specială de conservare — SAC, sit de importanță comunitară — SCI) din Germania întinsă pe o suprafață de 33,68 ha, integral pe uscat.

## Localizare
Centrul sitului Westerried nördlich Wertingen este situat la coordonatele 48°35′43″N 10°38′14″E / 48.5953°N 10.6372°E.

## Înființare
Situl Westerried nördlich Wertingen a fost declarat sit de importanță comunitară în noiembrie 2004 pentru a proteja 3 specii de animale. Situl a fost protejat și ca arie specială de conservare în aprilie 2016.

## Biodiversitate
Situată în ecoregiunea continentală, aria protejată conține 2 habitate naturale: Pajiști cu Molinia pe soluri calcaroase, turboase sau argilos-nămoloase (Molinion caeruleae), Fânețe de joasă altitudine (Alopecurus pratensis, Sanguisorba officinalis).
La baza desemnării sitului se află mai multe specii protejate:
- mamifere (1): castor (Castor fiber)
- nevertebrate (2): phengaris nausithous (Maculinea nausithous), Maculinea teleius